# Ilse Roempke
Ilse Margareta Claesson Roempke, född Claesson 21 mars 1907 i Göteborg, död 3 mars 1999, var en svensk textilkonstnär och keramiker. Hon var syster till keramikern Irma Yourstone.
Hon var dotter till fabrikören Oscar Claesson och Signe Andersson. Hon gifte sig första gången 1931 med folkskolläraren Sven Johannesson och andra gången 1950 med direktör Sven Roempke. Hon studerade vid Slöjdföreningens skola i Göteborg 1923–1928 och anställdes samma år vid Rörstrands porslinsfabrik där hon var verksam som formgivare fram till 1936.
Hon medverkade i Stockholmsutställningen 1930, där hennes keramik uppmärksammades av ingenjör C-G Herlitz vid Arabia i Finland, vilket ledde till att hon och Tyra Lundgren bjöds in som utbyteskonstnärer till Arabia. Omkring 1940 började hon dekorera pepparkaksfigurer i trä som såldes via hemslöjdsbutiker.
Hon anställdes som lärare vid Slöjdföreningens skola i Göteborg 1945 och arbetade där fram till 1950 då hon tillsammans med sin man etablerade företaget Gamlestadens konsthantverk. Där producerades bland annat löpare och väv som trycktes upp med olika figurmönster, populärt kallade Ilse-tryck. 
Separat ställde hon ut i Stockholm och Norrköping och hon medverkade i samtliga Rörstrands utställningar 1928–1936 samt i utställningarna Nordiskt konsthantverk på Liljevalchs konsthall och H55-utställningen i Helsingborg.
Ilse Roempke är bland annat känd för art déco-serien "Serie 5" i grönt och svart.
Hon signerade sina föremål IC, I.C eller I.C. och textilerna signerades Ilse Roempke. Roempke finns representerad vid Nationalmuseum i Stockholm.

### Källförteckning
- Svenskt konstnärslexikon del IV sid 500, Allhems Förlag, Malmö.Libris 8390296
- Vem är vem, andra utgåvan, Götaland, 1965